# Grzegorz Nowik
Grzegorz Władysław Nowik (ur. 10 lipca 1954 w Warszawie) – polski historyk harcerstwa, instruktor harcerski, harcmistrz, pisarz i publicysta. Profesor zwyczajny doktor habilitowany historii, pracownik Instytutu Studiów Politycznych PAN. Kierownik Działu Historii i Badań Naukowych Muzeum Józefa Piłsudskiego w Sulejówku. Redaktor naczelny „Przeglądu Historyczno-Wojskowego” (2000–2009), zastępca dyrektora Wojskowego Biura Badań Historycznych (2004–2009), przewodniczący ZHR w latach 2016–2021.

## Życiorys

### Wykształcenie
Uczył się w technikum poligraficznym i prowadził w nim drużynę harcerską (matura w 1974). W 1979 ukończył studia na Wydziale Historii Uniwersytetu Warszawskiego, jego praca magisterska Geneza i powstanie Koła Instruktorskiego im. Mieczysława Bema otrzymała w tym roku II miejsce w konkursie na prace magisterskie. W latach 1979–1983 odbył studia doktoranckie w Instytucie Historii Polskiej Akademii Nauk. Stopień doktora historii uzyskał w 2000 w Akademii Obrony Narodowej na podstawie dysertacji Okręg Szarych Szeregów Warszawa–Praga 1939–1944. W 2007 uzyskał na Uniwersytecie Warszawskim stopień doktora habilitowanego nauk humanistycznych w zakresie historii, przedstawiwszy dzieło Zanim złamano „Enigmę”… Polski radiowywiad podczas wojny z bolszewicką Rosją 1918–1920. W 2014 otrzymał tytuł naukowy profesora nauk humanistycznych.

### Działalność zawodowa
W latach 1983–1991 pracował jako nauczyciel i przewodnik. W latach 1986–1990 był starszym asystentem w Pracowni Badania Okupacji Hitlerowskiej Instytutu Zachodniego w Poznaniu. W latach 1990–2000 związany z Ministerstwem Obrony Narodowej, gdzie doszedł do stanowiska zastępcy dyrektora Biura Współpracy ze Społeczeństwem. Od 2000 do 2009 był redaktorem naczelnym kwartalnika „Przegląd Historyczno-Wojskowy”. Zastępca dyrektora Wojskowego Biura Badań Historycznych (2004–2009), wykładowca na Wydziale Nauk Historycznych i Społecznych Uniwersytetu Kardynała Stefana Wyszyńskiego (2007–2016), pracownik naukowy Muzeum Józefa Piłsudskiego w Sulejówku (2010–2016), od 2010 profesor nadzwyczajny, a od 2014 profesor zwyczajny w Instytucie Studiów Politycznych Polskiej Akademii Nauk.

### Działalność harcerska i społeczna
Od 1963 harcerz 22 Warszawskiej Drużyny Harcerzy w Hufcu ZHP Warszawa Praga-Południe, od 1968 drużynowy zuchów, następnie od 1970 – harcerzy, szczepowy 22 Szczepu „Watra” od 1972 do 1986 (z przerwami), przewodniczący Kręgu Instruktorskiego Szczepu od 1982.
W 1973 zainicjował z hm. Stanisławem Czopowiczem stworzenie pierwszych w Warszawie niejawnych struktur „niepokornego harcerstwa”. Komendant I i IV Zlotu Środowisk Niezależnych, w latach 1980–1982 wiceprzewodniczący Kręgu Instruktorów Harcerskich im. Andrzeja Małkowskiego Chorągwi Stołecznej ZHP, redaktor „Bratniego Słowa”, I przewodniczący Kapituły Harcerza Rzeczypospolitej w Warszawie. Publikował poza oficjalnym obiegiem książki harcerskie, m.in. Aleksandra Kamińskiego, wskazywał ingerencje cenzury – np. w książce Andrzej Małkowski.
W 1981–1984 członek Rady Chorągwi Stołecznej ZHP.
Jako członek Rady Naczelnej ZHP, na znak protestu 26 czerwca 1982 opuścił jej obrady i wystosował wraz z 4 innymi instruktorami pisemny protest do prezydium rady w sprawie zdelegalizowania Rady Porozumienia KIHAM.
Pierwszy Marszałek Unii Najstarszych Drużyn Harcerskich Rzeczypospolitej.
W latach 1980–1990 kierował kształceniem instruktorów w KIHAM, ruchu Płaskiego Węzła i Ruchu Harcerskim Rzeczypospolitej w Warszawie, prowadził kilka kursów podharcmistrzowskich „Szkoła za lasem” i współorganizował kilkanaście kursów przewodnikowskich, rozpoczynając każdy z nich wykładem „karafka La Fontaine’a”, współorganizator Duszpasterstwa Harcerek i Harcerzy w Warszawie. W latach 80. XX w. w jego domu mieściła się niezależna drukarnia.
W 1989 współzałożyciel Związku Harcerstwa Rzeczypospolitej i członek Krajowego Komitetu Odrodzenia ZHP. W 1995 zorganizował Szczep „Watra” w Zalesiu Górnym, do 1999 był przewodniczącym komisji instruktorskiej Mazowieckiej Chorągwi Harcerzy ZHR, w okresie 2000–2004 komendant Piaseczyńskiego Związku Drużyn, następnie członek komisji instruktorskiej Mazowieckiej Chorągwi Harcerzy ZHR. W latach 2008–2010 był członkiem Rady Naczelnej Związku Harcerstwa Rzeczypospolitej z wyboru.
W latach 2016–2021 przez dwie kadencje pełnił funkcję Przewodniczącego ZHR.
W latach 1980–1989 członek NSZZ „Solidarność”. Od 1980 członek Polskiego Towarzystwa Historycznego, w tym przez dwie kadencje sekretarz sekcji historii najnowszej.
Od 1994 zaangażowany w organizację konkursu „Losy żołnierza i dzieje oręża polskiego”.

## Książki
- Grzegorz Nowik: Ósmy ułan Beliny. Generał brygady Józef Marian Smoleński „Kolec” (1894–1978). Maciej Smolenski. Warszawa: Wydawnictwo Rytm, 2008. ISBN 978-83-7399-291-7. Brak numerów stron w książce
- Grzegorz Nowik: Straż nad Wisłą. Warszawa: Wydawnictwo Rytm, 2002. ISBN 83-88794-55-8. Brak numerów stron w książce
- Grzegorz Nowik: Zanim złamano Enigmę. Warszawa: Wydawnictwo Rytm, 2004. ISBN 83-7399-099-2. Brak numerów stron w książce
- Juliusz Englert, Grzegorz Nowik: Marszałek Józef Piłsudski. Warszawa: Wydawnictwo Rytm, 2007. ISBN 978-83-7399-221-4. Brak numerów stron w książce
- Grzegorz Nowik: Zanim złamano „Enigmę” rozszyfrowano Rewolucję. Polski radiowywiad podczas wojny z bolszewicką Rosją 1918–1920. Warszawa: Wydawnictwo Rytm, 2010. ISBN 978-83-7399-425-6. Brak numerów stron w książce

## Odznaczenia i nagrody
Odznaczenia
- Krzyż Oficerski Orderu Odrodzenia Polski „za wybitne zasługi w działalności na rzecz rozwoju harcerstwa, za pielęgnowanie pamięci historycznej oraz osiągnięcia w pracy naukowej” (2023)[14]
- Krzyż Kawalerski Orderu Odrodzenia Polski „za wybitne zasługi w upowszechnianiu prawdy katyńskiej” (2011)[15]
- Złoty Krzyż Zasługi „za zasługi w umacnianiu suwerenności i obronności kraju” (2004)[16]
- Srebrny Krzyż Zasługi „za zasługi w działalności publicznej i publicystycznej” (1993)[17]
- Medal 100-lecia ustanowienia Sztabu Generalnego Wojska Polskiego (2018)[18]

Nagrody
- Nagroda im. Jerzego Łojka (2002)[7]
- Nagroda KLIO (2002 i 2005)[7]
- Nagroda Varsavianów (2002)[7]
- Nagroda „Buzdygan” MON i redakcji tygodnika „Polska Zbrojna” (1993)[7]
- Nagroda Dyrektora IH PAN (1983)[7]
- Nagroda GK ZHP (1979)[7]
- Nagroda Miesięcznika „Harcerstwo” (1979)[7]